# Buitinga asax
Buitinga asax är en spindelart som beskrevs av Huber 2003. Buitinga asax ingår i släktet Buitinga och familjen dallerspindlar.
Artens utbredningsområde är Tanzania. Inga underarter finns listade.